# Balastuy
Balastuy (en catalán: Balestui) es un pequeño pueblo del municipio de Bajo Pallars, en el sur de la comarca catalana de Pallars Sobirá. Situado en el curso bajo del río de Ancs, en lo alto del barranco en su margen izquierdo, a él se llega a través de la carretera que desde la N-260 parte a la altura de El Comte adentrándose en el valle de dicho río.
El pueblo está formado por la agrupación de una serie de casas a lo largo de una única calle que desemboca en la iglesia, en estado ruinoso, desde donde se tiene una excelente perspectiva del paisaje. Hasta 1969 perteneció al antiguo municipio de Peramea. En 2013 tenía 9 
habitantes.

## San Fructuoso de Balastuy
Está documentada la existencia de una antigua celda con ese nombre, que el obispo Possidoni de Urgel unió al monasterio de Senterada entre los años 814 y 823. En el siglo X fue priorato de Gerri y en 1125 aún consta como posesión de dicho monasterio, pero ya sin comunidad.
La actual iglesia, bajo la misma advocación aunque desafectada, es de construcción mucho más moderna (s. XVIII) y se encuentra en un lamentable estado de dejadez y abandono.
Delante de la iglesia, en el prado que hay al otro lado de la calle (Prat de Cosan), dícese de la existencia de una necrópolis, con enterramientos en sepulcros. Aparecieron a la luz durante la excavación de una acequia en dicho prado, aunque posteriormente no se han localizado restos visibles.

## Balastuy en el Madoz
El pueblo de Balastuy aparece citado en el Diccionario geográfico-estadístico-histórico de España y sus posesiones de Ultramar, obra de Pascual Madoz. Por su gran interés documental e histórico, se transcribe a continuación dicho artículo sin abreviaturas y respetando la grafía original.

BALASTUY: lugar en la provincia de Lérida (24 horas), partido judicial de Sort (3 ½), audiencia teritorial y capitanía general de Cataluña (Barcelona 46), diócesis de Seo de Urgel (11), abadiato de Gerri: SITUADO en la falda meridional del cerro llamado Coma de Tó, con libre ventilacion, y CLIMA frio, pero saludable. Aunque pertenece al ayuntamiento de Peramea tiene un alcalde elegido por los vecinos: 4 CASAS y parroquia (San Fructuoso) aneja a la de Anchs (1 ½ hora). CONFINA el término norte Mencuy (1½ leguas), este Peramea (½), sur Bretuy (½); y oeste Celluy (¼). El TERRENO es pedregoso y quebrado, le fertilizan las aguas de un barranco, que bajando desde Anchs pasa por enfrente del pueblo de oeste á este, y las de varias fuentes que aprovechan también los vecinos para el surtido de sus casas y abrevadero de ganados. Los CAMINOS son locales y se encuentran en mal estado; recibiéndose el CORREO de Gerri dos veces á la semana: PRODUCTOS: poco trigo, centeno, cebada, algun aceite, hortaliza, frutas y yerbas. Sostiene ganado vacuno, lanar y cabrio, y hay caza de liebres, conejos y perdices: INDUSTRIA Y COMERCIO además de la agricultura 1 molino harinero, y otro de aceite: esportándose centeno y ganado vacuno y lanar: se importa vino, aguardiente y otros géneros de que hay necesidad: POBLACION (segun datos oficiales): 2 vecinos, 23 almas: RIQUEZA IMPONIBLE: 5708 reales, ascendiendo el PRESUPUESTO MUNICIPAL á 200 reales que se cubre por reparto entre los vecinos.